# Dècada del 1850
Formalment, la dècada del 1850 comprèn el període que va des de l'1 de gener de 1850 fins al 31 de desembre de 1859.

## Ciència i tecnologia
En el camp de la química, Levi Hill afirmava el 1851 que havia inventat un procés de fotografia en color, anomenat "heliochrome", capaç de representar tons vermells i blaus en fotografies; tanmateix aquest procés resta envoltat de polèmica perquè els seus detractors afirmen que el color era pintat a mà i perquè Hill no va ser capaç de fer una demostració pública que esbandís la polèmica. Al segon any de la dècada, l'escultor anglès Frederick Scott Archer feia públic el procés fotogràfic de la placa de col·lodió humit. El 1852 August Beer proposava la Llei de Beer que explica la relació entre la composició d'una mescla i la quantitat de llum que podrà absorbir. La proposta estava basada en part en un treball anterior de Pierre Bouguer i Juan Heinrich Lambert i establia la tècnica analítica coneguda com a espectrofotometria. Tres anys més tard, el 1855, Friedrich Gaedcke aïllava per primer cop la cocaïna alcaloide i l'anomenà "erythroxyline".; també Charles-Adolphe Wurtz publicava la reacció de Wurtz, la qual determina que dos halurs alquil reaccionen amb el sodi per formar un nou enllaç carboni-carboni; i finalment, Benjamin Silliman, Jr. determinava un mètode precursor de craqueig que possibilità el desenvolupament de la indústria petroquímica moderna. El 1856, William Perkin descobria la mauveïna, un tint d'anilina, que esdevenia el primer tint sintètic; Alexander Parkes patentava el primer termoplàstic, la parkesina.; Charles-Adolphe Wurtz descobria el glicol. L'any 1857 Robert Bunsen publicava la descripció d'un instrument que servia per a escalfar o esterilitzar mostres o reactius químics que actualment és conegut com a bec Bunsen i s'utilitza en laboratoris de tot el món; havia estat dissenyat juntament amb Peter Desaga dos anys abans i seguia els mateixos principis que un cremador previ dissenyat per Michael Faraday. El mateix any, Friedrich August Kekulé von Stradonitz proposava que el carboni era tetravalent, és a dir, que estava format per quatre enllaços químics. El darrer any de la dècada, Aleksandr Butlerov identificava l'hexamina, August von Hofmann aïllava l'àcid sòrbic i, Gustav Robert Kirchhoff i Robert Bunsen inventaven un espectroscopi millorat.

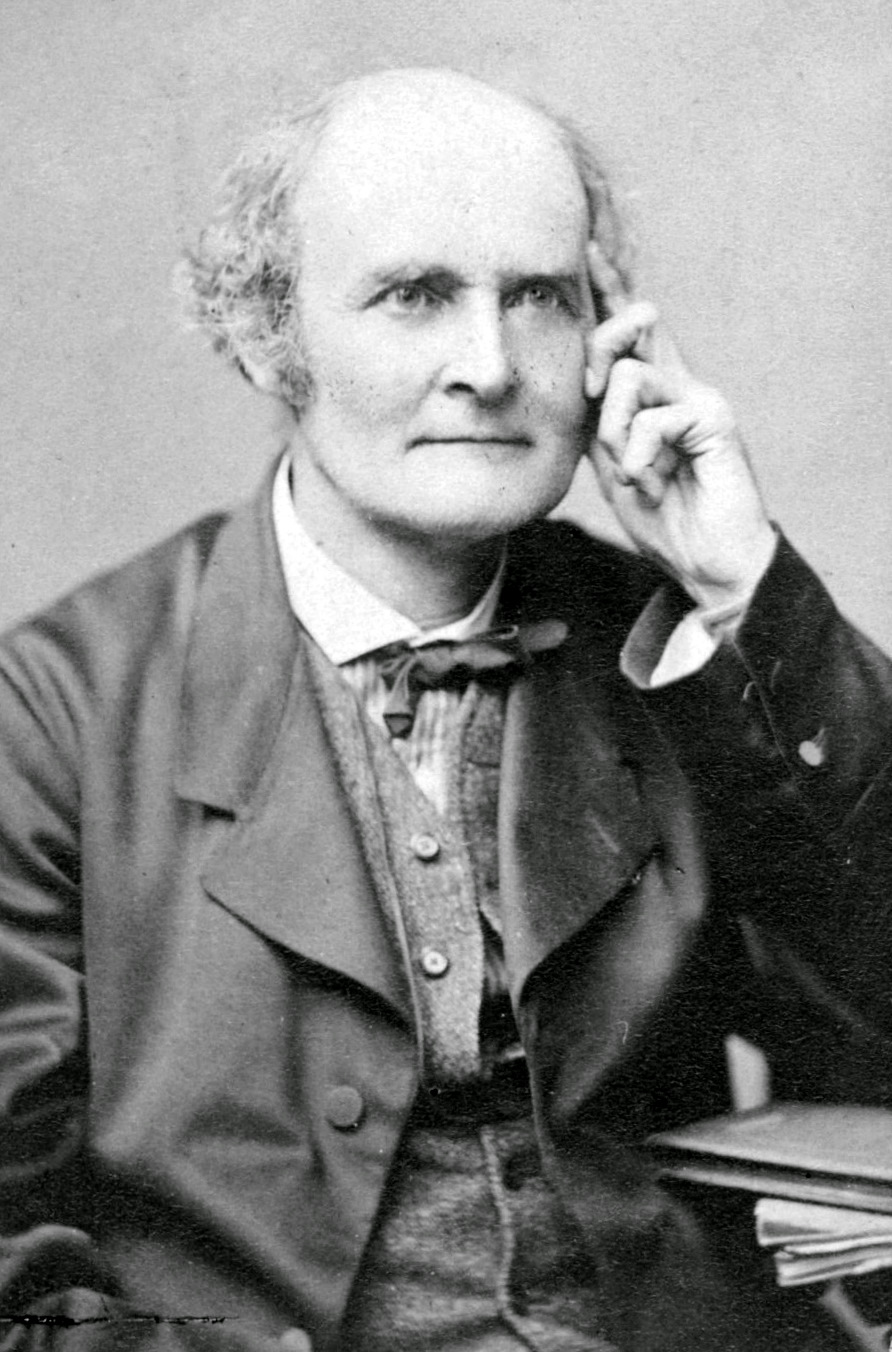
Quadre d'Arthur Cayley obra de Barraud & Jerrard

Pel que fa a les matemàtiques, la dècada va comptar amb les prolíferes contribucions del matemàtic britànic Arthur Cayley i amb els primers treballs amb matrius. El primer any, Thomas Kirkman proposava el problema de les nenes d'escola de Kirkman i J. J. Sylvester introduïa el terme matriu en aquest camp de coneixement el 1850. El 1851 Bernhard Riemann proporcionava una demostració del teorema de Green en la seva dissertació inaugural. El 23 d'octubre de 1852 Francis Guthrie plantejava el problema dels quatre colors d'Augustus De Morgan. L'any següent Jakob Steiner investigava el sistema de Steiner. El 1854 es publicava a Londres el segon monogràfic sobre lògica algebraica de George Boole titulat An Investigation of the Laws of Thought on Which are Founded the Mathematical Theories of Logic and Probabilities. Arthur Cayley compartia la versió original del teorema de Cayley i produïa la primera taula de Cayley. El mateix any, el matemàtic alemany Bernhard Riemann presentava la seva tesi qualificada amb habilitació titulada Ueber die Darstellbarkeit einer Function durch eine trigonometrische Reihe ("Sobre la possibilitat de representació d'una funció per una sèrie trigonomètrica") on descrivia l'integral de Riemann, encara que no seria publicada fins a l'any 1867 per Richard Dedekind. Ja a la segona meitat de la dècada, específicament el 1857, William Rowan Hamilton inventava el desafiament matemàtic joc icosian que consistia a donar amb el recorregut de Hamilton per les arestes d'un dodecaedre per visitar una i només una vegada cada vèrtex i que el d'arribada coincideixi amb el de partida. La cinta de Möbius va ser descoberta de forma independent pels matemàtics alemanys August Ferdinand Möbius i Johann Benedict Listing el 1858. El mateix any, Arthur Cayley publicava "A memoir on the theory of matrices" sobre les transformacions geomètriques on definia les operacions de suma, resta, multiplicació i divisió com a transformacions d'aquestes matrius i demostrava la propietat associativa i distributiva d'aquestes. El darrer any de la dècada, Arthur Cayley produïa la mètrica de Cayley–Klein i Bernhard Riemann publicava també el seu treball sobre teoria de nombres, Ueber die Anzahl der Primzahlen unter einer gegebenen Grösse ("Sobre els nombres primers menors a una certa magnitud."), que incloïa la funció zeta de Riemann i la hipòtesi de Riemann.

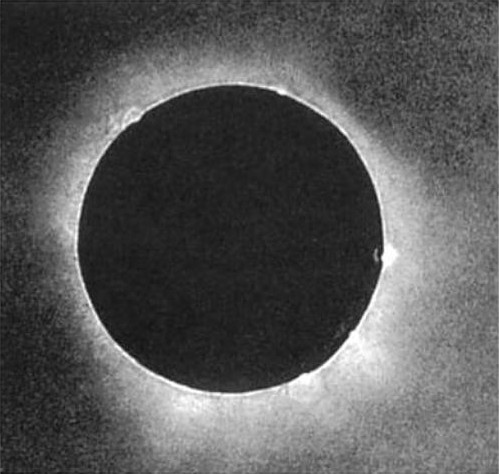
fotografia de l'Eclipsi solar del 28 de juliol de 1851

En l'àmbit de l'astronomia, el 1851 hi hagué la primera exposició pública d'un pèndol de Foucault, en el meridià de l'Observatori de París, i demostrava la rotació de la Terra. Unes setmanes més tard Foucault n'instal·lava un al panteó de París. El 28 de juliol de 1851 es produïa un eclipsi total de sol i es feia la primera captura fotogràfica correctament exposada, utilitzant el procés daguerreotip, i en què s'observa la corona solar durant la fase total de l'eclipsi; va ser feta per Berkowski a l'observatori de Koenigsberg a Prússia. Els astrònoms Robert Grant i William Swan i Karl Ludwig von Littrow observaren aquest eclipsi i determinaren que les protuberàncies solars són una part del Sol perquè la Lluna les cobreix quan hi passar davant. El 24 d'octubre del mateix any William Lassell descobria dues llunes d'Urà: Ariel i Umbriel. Ja el 1854 John Russell Hind identificava l'asteroide 30 Urania i George Airy calculava la densitat mitjana de la Terra mesurant la gravetat en una mina de carbó a South Shields. El 1856 l'astrònom danès Theodor Brorsen detectava el cúmul globular NGC 6539. Peter Andreas Hansen publicava les Tables of the Moon ("Taules de la Lluna") a Londres el 1857. El cometa Donati era descobert per Giovanni Battista Donati el 2 de juny de 1858 i romania visible durant diversos mesos; també es convertia en el primer cometa fotografiat.
En el camp de la física, Rudolf Clausius va publicar el seu article sobre la teoria mecànica de la calor el 1850 que assentava les bases del segon principi de la termodinàmica. També el primer any de la dècada Hippolyte Fizeau i E. Gounelle mesuraven la velocitat de propagació de l'electricitat. El 1851 Hippolyte Fizeau dugué a terme l'experiment de Fizeau per mesurar les velocitats relatives de llum en l'aigua en moviment.

## Esdeveniments
- Recuperació dels Jocs Florals a Catalunya en el marc de la Renaixença
- Màquina de cosir moderna
- Febre de l'or als Estats Units
- Consolidació de l'imperialisme a Àfrica
- Ús de l'ascensor
- Auge de la fabricació d'acer
- Descoberts els primers fòssils de Neanderthal
- Dissolució de l'imperi mogol
- Guerra de Crimea
- Segona guerra de l'opi a la Xina

## Personatges destacats
- Narcís Monturiol
- Charles Darwin
- Francesc Josep I d'Àustria
- Isabel II d'Espanya
- Otto von Bismarck
- Gustave Flaubert
- Joaquim Ruyra[49]